# Gift (Mr. Children)
Gift è un brano musicale del gruppo musicale giapponese Mr. Children, pubblicato come loro trentaduesimo singolo il 30 luglio 2008, ed incluso nell'album Supermarket Fantasy. Il singolo ha raggiunto la prima posizione della classifica Oricon dei singoli più venduti in Giappone, vendendo 339 259 copie. Il brano è stato utilizzato come sigla per le trasmissioni televisive della NHK dei Giochi Olimpici di Pechino.

## Tracce
1. GIFT
2. Oudanhodou wo Wataru Hitotachi (横断歩道を渡る人たち)
3. Kaze to Hoshi to Moebius no Wa (Single Version) (風と星とメビウスの輪)

## Classifiche
| Classifica (2008) | Posizione più alta |
| ----------------- | ------------------ |
| Giappone (Oricon) | 1                  |